# Myopa ornata
Myopa ornata är en tvåvingeart som beskrevs av Krober 1940. Myopa ornata ingår i släktet Myopa och familjen stekelflugor. Inga underarter finns listade i Catalogue of Life.